# 엉망진창 테크닉
엉망진창 테크닉(일본어: くそみそテクニック 쿠소미소데쿠닛쿠[*])은 야마카와 준이치가 쓰고 그린 일본의 게이 만화 단편 만화이다. 이 작품은 원래 1987년에 게이 남성 잡지 《{바라조쿠》의 만화 부록인 《바라코미》에 실렸다. 이 만화는 공중화장실에서 두 남성이 성관계를 맺는 장면을 묘사하는데, 한 남성이 용변을 봐야 하는 상황이 겹치면서 복잡해진다. 《바라코미》에 출판되었을 당시에는 상대적으로 잘 알려지지 않았지만, 2000년대 초 일본의 화상게시판과 온라인 포럼에 만화의 스캔본이 올라오면서 인터넷 밈으로 악명을 얻었다.

## 줄거리
예비학교에 다니는 "평범한 남자" 미치시타 마사키는 공원 화장실로 뛰어가던 중 근처 벤치에 앉아 있는 점프슈트를 입은 남자를 발견한다. 그 남자, 아베 타카카즈는 점프슈트의 지퍼를 내리고 자신의 성기를 노출하며 마사키에게 "하지 않겠는가"(やらないか, 야라나이카)라고 묻는다. 둘은 화장실로 향해 성교를 한다.
아베가 미치시타에게 펠라티오를 해주자, 미치시타는 소변을 봐야 한다고 말한다. 아베는 미치시타에게 항문 성교에서 탑을 차지하고 자신 안에 소변을 보라고 요청하고, 미치시타는 이에 응한다. 둘은 자세를 바꾸고, 미치시타는 아베에게 이제 대변을 봐야 한다고 말한다. 아베는 짜증을 내지만, 그럼에도 불구하고 경악하는 미치시타에게 자신을 삽입한 채로 대변을 보라고 제안한다. 결말은 모호하게 남겨지는데, 미치시타는 아베와의 만남이 "엉망진창이 되었다"(くそみそな結果に終わってしまった)고 독백한다.

## 등장인물
미치시타 마사키 (道下 正樹)
남성과의 성경험은 없지만 종종 남성에 대한 환상을 품는 예비학교 학생. 아베 타카카즈에게 첫눈에 강하게 끌려 "우홋! 멋진 남자..."(ウホッ! いい男…)라고 생각한다.
아베 타카카즈 (阿部 高和)
자동차 정비공. 이야기 속에서 그는 성관계를 찾아 공원 벤치에 도발적으로 앉아 있다. 그는 성기가 크고 경험이 많은 성적 파트너이다.

## 출판
엉망진창 테크닉은 원래 1987년에 게이 남성 잡지 《바라조쿠》의 만화 부록인 《바라코미》에 실렸다. 이 시리즈는 이후 야마카와의 작품집 두 권에 재출판되었다. 2003년 Fukkan.com에서 출판된 《우홋!! 멋진 남자들 ~야마준 퍼펙트 야마카와 준이치 코믹스》(ウホッ！！いい男たち~ヤマジュン・パーフェクト 山川 純一 コミック)와 2009년 부킹 사에서 출판된 《우홋!! 멋진 남자들 2 야마준 미발표 작품집 야마카와 준이치》(ウホッ!!いい男たち2 ヤマジュン・未発表作品集　 山川 純一)에서 재출판되었다.
야마카와 작품의 저작권은 바라조쿠 편집장 이토 분가쿠가 소유하고 있었는데, 2013년에 엉망진창 테크닉의 저작권을 제작사 IKD 인터내셔널로 이전했다. 2018년에는 엉망진창 테크닉을 포함한 야마카와 모든 작품의 저작권이 엔터테인먼트 회사 사이조로 이전되었다.

## 영향
1987년에 상대적으로 잘 알려지지 않은 채 출판되었던 엉망진창 테크닉은 2002년부터 인터넷 밈으로 악명을 얻기 시작했다. 당시 만화의 스캔본이 5채널과 후타바☆채널의 화상게시판에 게시되었다. 이 시리즈의 밈화, 특히 아베와 미치시타의 얼굴이 성관계 중간에 편집된 이미지가 게시되면서, 야마카와 준이치의 만화에 대한 대중의 상당한 관심을 불러일으킨 이른바 "야마준 붐"이 일어났고, 야마카와의 작품집 여러 권이 전량 매진되었다. 5채널에서 제작된 만화의 Shift_JIS 아트도 이 붐에 기여했다.
"우훗! 멋진 남자", "야라나이카", 감탄사 "우호!"와 같은 만화 속 대사는 일본 포럼과 화상게시판, 그리고 일본 게이 커뮤니티 사이에서 인기 있는 인터넷 속어가 되었다. "야라나이"는 2007년 일본 "올해의 인터넷 속어"에서 16위를 차지했다. 2009년 가젯 통신에서 "어떤 만화가 가장 재미있다고 생각하는가?"라는 설문조사를 실시한 결과, 엉망진창 테크닉이 11위를 차지했다. 티셔츠와 바디 필로우 커버를 포함한 엉망진창 테크닉 관련 다양한 공식 상품이 제작되었다.
이 시리즈에서 영감을 받은 패러디 송인 "야라나이카"는 5채널 사용자가 만들었다. 이 노래는 모닝구무스메의 쿠스미 코하루가 부른 "발랄라이카"의 멜로디에 맞춰 호모에로틱한 가사로 구성되어 있다. 이 노래는 니코니코 동화와 같은 동영상 사이트에서 인기를 얻었으며, 사이트의 가장 인기 있는 메들리 중 하나에 등장했다. 경기 중 코스프레로 유명한 킥복서 나가시마 유이치로는 한때 아베의 점프슈트를 입고 패러디 곡을 배경 음악으로 링에 입장하기도 했다.

## 각색
일본의 포르노 스튜디오 MOODYZ는 2012년에 엉망진창 테크닉의 실사 각색판을 출시했다. 이 영화는 "후타나리 항문의 정점"으로 홍보되었으며, 여성 포르노 배우인 사와무라 레이코와 코하루 우타가 각각 아베와 미치시타 역으로 출연했다.
2023년 4월 1일, 애니메 도쿄가 이토 마키 감독의 엉망진창 테크닉 "중편" 애니메이션 영화 각색판을 제작할 것이라고 발표되었다. 스튜디오 킹교리오의 감독인 이토는 중학교 시절 엉망진창 테크닉의 팬 비디오 실사 각색판을 제작했는데, 2023년까지 유튜브에서 55만 회 이상의 조회수를 기록했다. 이 영화는 모든 연령대를 위한 타이틀로 개발될 예정이며, 원작 만화의 이야기를 확장하고 야마카와의 다른 만화 요소를 포함할 것이라고 보도되었다. 이 각색판은 2023년 3분기에 시작된 크라우드펀딩 캠페인을 통해 자금을 조달했다. 이 영화는 2024년 4월 1일에 DVD와 블루레이로 출시되었다.

## 내용주
1. ↑  "쿠소"(くそ)는 "젠장"이라는 뜻이지만, 이 단어는 종종 단순히 감탄사로 사용되며, 미소는 일본의 양념장을 의미한다. 쿠소미소는 갈색 미소 페이스트와 똥의 유사한 시각적 외관을 언급하며, 가치 있는 것과 가치 없는 것을 구별하지 못하는 무능력을 나타내는 숙어이다.[1]